# Toetreding van Roemenië tot de Europese Unie

Roemenië in het oranje en de EU-25 in het groen

Op 1 januari 2007 is Roemenië tot de Europese Unie toegetreden. Deze datum werd overeengekomen in Thessaloniki in 2003, en bevestigd in Brussel op 18 juni 2004. Bulgarije en Roemenië ondertekenden hun Toetredingsverdrag op 25 april 2005 in Abdij Neumünster, Luxemburg. De Europese Unie telde daarmee 27 lidstaten.

## Geschiedenis
Sinds de Roemeense Revolutie in 1989, is het lidmaatschap van de Europese Unie een belangrijk doel geweest van vele politieke partijen en regeringen van Roemenië. Roemenië diende zijn officiële aanvraag voor de lidmaatschap van de Europese Unie in 1995 in, waarmee het land het derde was uit Centraal- en Oost-Europa. De "Snagovverklaring" werd ondertekend door alle veertien belangrijke politieke partijen in Roemenië. Daarmee bevestigden ze hun volledige steun voor het EU-lidmaatschap. In de jaren 00, voerde Roemenië een aantal hervormingen uit voor de toetreding van de EU.

### Tijdlijn
Roemenië was het eerste land in Centraal- en Oost-Europa dat officiële relaties met de Europese Gemeenschap had. In 1974 tekenden Roemenië en de GSP een contract dat ging over industriële producten.
De belangrijkste ogenblikken tussen Roemenië en de EU waren na 1989:
- 1993 - Roemenië werd lid van de Raad van Europa. 
  - Associatieovereenkomst met de Europese Unie en een vrijhandelsovereenkomst met de Europese Vrijhandelsassociatie.
- 1994 - Geassocieerd lid van de Europese Unie.
- 1997 - Lid van de Centraal-Europese Vrijhandelsassociatie
- 1999 - Verkozen voorzitter van de OVSE voor 2001. Officieel uitgenodigd bij de lidmaatschapsbesprekingen, in Helsinki.
- 2000, 15 februari - Officieel begonnen met toetredingsonderhandelingen van de Europese Unie.
- 2002 - De Staatshoofden en Overheden van de lidstaten van de NAVO in Praag nemen het besluit om Roemenië uit te nodigen om over de toetreding van Roemenië tot de NAVO te beginnen onderhandelen. Bulgarije, Slovenië, Slowakije, Estland, Litouwen, Letland werd ook verzocht om NAVO-lid te worden. 
  - De Europese Raad van Kopenhagen steunt de toetreding van Roemenië tot de EU in 2007.
- 2003 - De Europese Raad verklaart dat de Welkom hetende Bulgarije en Roemenië de gemeenschappelijke doelstelling is van de Unie van 25.
- 2004, 29 maart - Roemenië werd officieel een lid van de NAVO, samen met andere zes staten in Midden- en Oost-Europa. 
  - December - sluiting van de toetredingsonderhandelingen.
- 2005, 25 april - Roemenië en Bulgarije ondertekenden het Toetredingsverdrag in Luxemburg. De slotakte verklaart dat Roemenië en Bulgarije lid van de EU zullen worden op 1 januari 2007.
- 2007,  1 januari- Roemenië en Bulgarije treden toe tot de Europese Unie.

Volgens het laatste rapport (2004) van de Commissie, blijft Roemenië de politieke criteria vervullen en heeft verder de stabiliteit van zijn instellingen geconsolideerd. De doeltreffendheid van politieke en gerechtelijke hervormingen zijn afhankelijk van de capaciteit van Roemenië om de veranderingen effectief uit te voeren. Uit de conclusies van de vergaderingen in december 2004 te Brussel, blijkt dat ze de toetreding van Roemenië, in 2007, steunen. De Europese Raad beweerde ook dat Roemenië aan elk van vereisten van lidmaatschap voor de geplande datum van toetreding voldaan zal hebben. Verder moet het land zijn inspanningen daarvoor voortzetten en alle noodzakelijke doorgevoerde hervormingen en verplichtingen voltooien, in het bijzonder belangrijke verplichtingen betreffende Rechtvaardigheid en Milieu. Het Verdrag van Toetreding werd later ondertekend in Luxemburg op 25 april 2005.

### Publieke opinie
De publieke opinie in Roemenië wijst erop dat een absolute meerderheid - 95% - van de bevolking ten gunste van toetreding tot de Europese Unie is. De bevolking van Roemenië heeft veel vertrouwen in de EU (70%). De hoge niveaus van openbare steun voor Europese integratie werden verklaard in termen van de hoge voordelen die uit de status van lidstaat van de EU kunnen komen.

### De status van Roemenië in de EU
Roemenië is de op 7 na grootste natie in de EU, qua bevolking. Het land heeft 35 zetels in het Europees Parlement. Toen het Verdrag van Lissabon werd aangenomen verminderde het aantal zetels voor Roemenië in het Europees Parlement.

### Effect op Roemenië
De geopolitieke plaats van Roemenië zal het beleid van de EU naar alle relaties met Oost-Europa, het Midden-oosten, Turkije, en Azië beïnvloeden. In het SECI, heeft Roemenië een kans om zijn leiding in het gebied aan te tonen. De doelstelling van de EU om lid te worden heeft ook de regionale relaties van Roemenië beïnvloed. Roemenië heeft het visumregime aan een aantal staten met waaronder Rusland, Oekraïne, Wit-Rusland, en Turkije opgelegd. De ambtenaren overwegen Roemenië om zowel een deel van Midden-Europa als een deel van Zuidoost-Europa te zijn. Tegenwoordig wijst dit op de dubbele ambities van de Roemeense overheid om de kansen van Roemenië van Euro-Atlantische integratie te versterken, terwijl Roemenië ook wordt gezien als leider van stabiliteit en democratie in zijn directe buurt.